# Simplemente María (película)
 Simplemente María es una película filmada en colores de Argentina que se estrenó el 25 de mayo de 1972 dirigida por Enzo Bellomo sobre su propio guion escrito según la telenovela homónima de Celia Alcántara que se había transmitido en 1967. Tuvo como protagonistas a Saby Kamalich, Rodolfo Salerno, Braulio Castillo y Fernanda Mistral.
Celia Alcántara, eudónimo de la escritora Clementina Angélica Palomero, era la esposa del actor y director Enzo Bellomo.

## Sinopsis
La modista del barrio llega a ser una diseñadora de nombre mundial.

## Reparto
- Saby Kamalich ... María Ramos
- Rodolfo Salerno ... Roberto
- Braulio Castillo ... Esteban Pasciarotti
- Fernanda Mistral ... Angélica
- María Leal ... Ita
- Mariela Trejos
- Agustín Solares
- Carlos Lagrotta
- Agustín Irusta
- Margarita Corona
- Panchito Lombard

## Comentarios
El Cronista Comercial opinó:

”Simple, muy simple.”

Manrupe y Portela escriben:

”Otro teleteatro exitoso trasladado a la pantalla.”